# Aedes alboapicus
Aedes alboapicus är en tvåvingeart som beskrevs av Schick 1970. Aedes alboapicus ingår i släktet Aedes och familjen stickmyggor.
Artens utbredningsområde är Panama. Inga underarter finns listade i Catalogue of Life.